# さがそうか
『さがそうか』は、2009年4月1日から2012年3月7日までサガテレビで毎週水曜 21:54 - 22:00に放送されていたミニ番組である。

## 概要
2009年3月まで15年間同局で放送されていた『さがばんた』の後継番組として放送開始。前番組と同様に九州電力の一社提供で放送された。タイトルは、佐賀（さが）の未来を探し（さがそ）見直す（そうか）を組み合わせたものである。